# Colbie Caillat
Colbie Marie Caillat (Malibu, Califórnia, 28 de maio de 1985), é uma cantora e compositora norte-americana. Ela já recebeu dois Grammys, vendeu mais de seis milhões de álbuns e dez milhões de singles. Seu primeiro hit "Bubbly" continua sendo "uma das faixas digitais mais vendidas da história" e seu álbum de estreia multi-platina Coco atingiu a posição # 5 na parada Top 200 de álbuns do Billboard após o lançamento, enquanto seu segundo álbum Breakthrough ficou em # 1. No álbum All Of You de 2011, o single “Brighter Than The Sun” foi disco de platina ao ser aclamado pela People e pelo NY Post. O quarto álbum de Colbie, "Gypsy Heart", apresenta seu single de platina "Try", que aborda as dificuldades que as mulheres enfrentam na indústria da música. Co-escrita pelo lendário produtor e cantor e compositor Babyface, “Try” se tornou uma das canções de maior performance do iTunes no “Single Of The Week”. Além do mais, o vídeo que acompanha a música se tornou um fenômeno online, obtendo rapidamente 90 milhões de visualizações. Em 2018, Colbie, seu ex noivo Justin Young, o melhor amigo Jason Reeves e a esposa dele Nelly Joy lançaram uma nova banda country-pop chamada Gone West, que chegou ao fim em 2020. Ao longo de sua carreira, ela tem sido uma porta-voz declarada e apoiadora da ASPCA, da Surfrider Foundation, da Save The Music, da Farm Sanctuary e da The Humane Society dos Estados Unidos.
O álbum Coco marca a estreia de carreira de cantora. O seu primeiro sucesso foi no MySpace onde colocou algumas músicas no site, entre elas "Bubbly". Este single encabeça o álbum "Coco" que chegou à quinta posição do ranking da revista Billboard. Antes de se tornar um grande hit, a canção esteve disponível temporariamente de forma gratuita no iTunes, o álbum atingiu recentemente 5 milhões de copias vendidas no mundo sendo 2 milhões apenas nos Estados Unidos.
O seu pai, Ken Caillat já co-produziu 2 álbuns da banda Fleetwood Mac, a qual serve de grande inspiração para ela. Caillat teve aulas de canto e piano e começou a cantar profissionalmente aos 11 anos.

## Biografia
Colbie Caillat nasceu em Malibu e cresceu em Newbury Park, Califórnia. Ela teve aulas de piano, mas a inspiração só veio com 11 anos de idade, quando se encantou com o desempenho de Lauryn Hill em Sister Act 2. Então percebeu que queria ser cantora, e começou a tomar aulas de canto, realizando uma mini performance pela primeira vez na sexta série. Colbie logo conheceu o produtor Mikal Blue, que a contratou para cantar techno songs em desfiles de moda. Ela começou a tocar violão aos 19 anos, e Blue ajudou-a a registrar sua primeira canção.
Ela fez teste para o American Idol, mas foi rejeitada na fase de pré-teste, devido ao maior desafio que ela tinha no começo da carreira – a timidez.
Isso não fez com que ela desistisse. Colocou suas músicas no MySpace e foi até chamada de “Rainha do MySpace” devido o grande sucesso em pouco tempo – 12 milhões de visualizações. Com isso conseguiu contrato com a Universal Music. “Bubbly”, que já era sucesso foi o primeiro single do álbum de estreia, Coco, seu apelido de infância. Essa música, além da expressiva vendagem, garantiu o 5º lugar Billboard e foi nomeada pela mesma revista como a 94-best-seller da década de 2000. Outra música, que merece destaque é “Midnight Bottle” que fez um grande sucesso sem ter sido single.
Em 2009 lançou o álbum “Breakthough”, que teve como hit principal “Fallin’ For You”. No mesmo ano recebeu o Grammy pelo dueto Lucky com Jason Mraz e outro pela participação no álbum de Taylor Swift. Ao todo recebeu 4 indicações, incluindo Best Pop Vocal Album com seu 2º álbum.
Em 2011 lançou o álbum “All Of You”, que apesar das vendas razoáveis, comparando com outros álbuns dela, conseguiu um dos seus maiores hits – “Brighter Than the Sun” – que esteve firme em rádios e charts por mais de um ano.
Em 2012, lançou seu primeiro álbum natalino, com nome de “Christmas In The Sand”. Incluindo duetos com Gavin Degraw, Brad Paisley, Jason Reeves e Justin Young. Esse último se saiu muito bem no chart da Billboard junto com o single que leva o nome do álbum.
No começo de 2013, Colbie Caillat e Gavin Degraw divulgaram o single “We Both Know”, que é música original da trilha sonora do filme Safe Haven (Um Porto Seguro). No mesmo ano, Colbie colaborou com outra canção original, “When The Darkness Comes”, para o filme Instrumentos Mortais – Cidade dos Ossos.
Já no fim do mesmo ano, Colbie Caillat surpreendeu com uma sonoridade mais pop, lançando o single promocional, Hold On.
No fim do primeiro semestre de 2014, surpreendeu a todos por lançar metade do álbum Gypsy Heart e no fim de setembro lançou o álbum na íntegra. Ele contempla um dos maiores hits da carreira dela, a música Try. Além disso, ela lançou duas novas canções originais: The Way I Was (para a série The Walking Dead) e In Love Again (para o filme The Best Of Me).
Em 2016, ela surpreendeu ao anunciar sua saída da gravadora Republic Records e o lançamento do seu novo álbum independente “The Malibu Sessions” com seu selo PlummyLou Records e distribuição pela Red Distribution.
Ela já vendeu mais de 6 milhões de álbuns e mais de 10 milhões de singles, mundialmente.
Fonte: colbiefan.wordpress.com

## Discografia

### Álbuns de estúdio
| Ano  | Álbum | Posições nas paradas | Posições nas paradas | Posições nas paradas | Posições nas paradas | Posições nas paradas | Posições nas paradas | Posições nas paradas | Vendas                      | Certificações           |
| Ano  | Álbum | EUA                  | CAN                  | AUS                  | FRA                  | ALE                  | SUI                  | AUT                  | Vendas                      | Certificações           |
| ---- | --- | -------------------- | -------------------- | -------------------- | -------------------- | -------------------- | -------------------- | -------------------- | --------------------------- | ----------------------- |
| 2007 | Coco - Lançamento: 17 de Julho de 2007 - Gravadora: Universal Republic - Formatos: CD, download digital                    | 5                    | 12                   | 13                   | 15                   | 15                   | 23                   | 26                   | - : 5.000.000 - : 3.000.000 | - : 3× Platina - : Ouro |
| 2009 | Breakthrough - Lançamento: 25 de Agosto de 2009 - Gravadora: Universal Republic - Formatos: CD, download digital           | 1                    | 5                    | 59                   | 23                   | 9                    | 10                   | 10                   | - : 3.500.000 - : 1.000.000 | - : Platina             |
| 2011 | All of You - Lançamento: 12 de Julho de 2011 - Gravadora: Universal Republic - Formatos: CD, download digital              | 6                    | 10                   | 49                   | 63                   | 11                   | 7                    | 24                   | - : 1.500.000 - : 330.000   |                         |
| 2012 | Christmas in the Sand - Lançamento: 23 de Outubro de 2012 - Gravadora: Universal Republic - Formatos: CD, download digital | 41                   | —                    | —                    | —                    | —                    | —                    | —                    | - : 100.000                 |                         |
| 2014 | Gypsy Heart - Lançamento: 30 de Setembro de 2014 - Gravadora: Universal Republic - Formatos: CD, download digital          | 17                   | —                    | —                    | —                    | —                    | 62                   | —                    | - : 91.000                  |                         |
| 2016 | The Malibu Sessions - Lançamento: 7 de Outubro de 2016 - Gravadora: PlummyLou Records - Formatos: CD, download digital     | 35                   | —                    | —                    | —                    | —                    | —                    | —                    | - : 30.000                  |                         |
| 2023 | Along the Way - Lançamento: 6 de Outubro de 2023 - Gravadora: Blue Jean Baby Records - Formatos: CD, download digital      | 85                   | —                    | —                    | —                    | —                    | —                    | —                    | - : 70.000                  |                         |

### Álbuns Natalinos
| Ano  | Álbum | Posições nas paradas | Posições nas paradas | Certificações |
| Ano  | Álbum | EUA                  | US Holiday           | Certificações |
| ---- | --- | -------------------- | -------------------- | ------------- |
| 2012 | Christmas in the Sand - Lançamento: 23 de Outubro de 2012 - Gravadora: Universal Republic - Formatos: CD, download digital | 41                   | 4                    | - : 100.000   |

### Singles
| Ano  | Single                  | Posições nas paradas | Posições nas paradas | Posições nas paradas | Posições nas paradas | Posições nas paradas | Posições nas paradas | Posições nas paradas | Posições nas paradas | Posições nas paradas | Certificações           | Álbum                 |
| Ano  | Single                  | EUA                  | EUA Adult            | SUI                  | CAN                  | ALE                  | HOL                  | AUS                  | AUT                  | NLZ                  | Certificações           | Álbum                 |
| ---- | ----------------------- | -------------------- | -------------------- | -------------------- | -------------------- | -------------------- | -------------------- | -------------------- | -------------------- | -------------------- | ----------------------- | --------------------- |
| 2007 | "Bubbly"                | 5                    | 1                    | 11                   | 2                    | 10                   | 5                    | 1                    | 6                    | 6                    | - : Platina - : Platina | Coco                  |
| 2007 | "Mistletoe"             | 75                   | —                    | —                    | 56                   | —                    | —                    | —                    | —                    | —                    |                         | Christmas in the Sand |
| 2008 | "Realize"               | 20                   | 6                    | —                    | 37                   | —                    | 19                   | —                    | —                    | —                    | - : Platina             | Coco                  |
| 2008 | "The Little Things"     | 107                  | 16                   | —                    | —                    | 51                   | 23                   | —                    | 60                   | —                    |                         | Coco                  |
| 2008 | "Somethin' Special"     | 98                   | —                    | —                    | —                    | —                    | —                    | —                    | —                    | —                    |                         | Coco                  |
| 2009 | "Lucky"                 | 48                   | 8                    | 21                   | 56                   | 22                   | 8                    | —                    | 44                   | —                    | - : Ouro - : Ouro       | Breakthrough          |
| 2009 | "Fallin' for You"       | 12                   | 2                    | 21                   | 28                   | 16                   | 62                   | 63                   | 13                   | 31                   | - : Platina             | Breakthrough          |
| 2010 | "I Never Told You"      | 48                   | 3                    | —                    | —                    | —                    | —                    | —                    | —                    | —                    | - : Ouro                | Breakthrough          |
| 2011 | "I Do"                  | 23                   | 7                    | —                    | —                    | 33                   | —                    | —                    | 30                   | —                    | - : Ouro                | All of You            |
| 2011 | "Brighter Than the Sun" | 47                   | 2                    | 55                   | 75                   | 44                   | —                    | 94                   | 31                   | —                    | - : Platina             | All of You            |
| 2012 | "Favorite Song"         | —                    | 21                   | —                    | —                    | —                    | —                    | —                    | —                    | —                    |                         | All of You            |
| 2012 | "Christmas in the Sand" | —                    | —                    | —                    | —                    | —                    | —                    | —                    | —                    | —                    |                         | Christmas in the Sand |
| 2013 | "Hold On"               | 104                  | 13                   | —                    | 67                   | 55                   | —                    | —                    | —                    | 25                   |                         | Gypsy Heart           |
| 2014 | "Try"                   | 55                   | 6                    | —                    | 56                   | —                    | —                    | 67                   | —                    | —                    | - : Platina             | Gypsy Heart           |
| 2016 | "Goldmine"              | —                    | 37                   | —                    | —                    | —                    | —                    | —                    | —                    | —                    |                         | The Malibu Sessions   |
| 2016 | "Never Got Away"        | —                    | —                    | —                    | —                    | —                    | —                    | —                    | —                    | —                    |                         | The Malibu Sessions   |

## Prêmios

### Grammy
O prêmio Grammy é realizado desde 1958. Colbie já venceu dois - participação no álbum de Taylor Swift e o dueto com Jason Mraz.
| Ano  | Nomeação                        | Categoria                                | Resultado |
| ---- | ------------------------------- | ---------------------------------------- | --------- |
| 2010 | Fearless                        | Álbum do Ano                             | Venceu    |
| 2009 | Lucky (ft. Jason Mraz)          | Melhor Colaboração Pop com vocais        | Venceu    |
| 2010 | Breathe (ft. Taylor Swift)      | Melhor Colaboração Pop com vocais        | Indicação |
| 2010 | Breakthrough                    | Melhor Álbum Vocal Pop                   | Indicação |
| 2014 | We Both Know (ft. Gavin Degraw) | Melhor Música Composta Para Mídia Visual | Indicação |